# 维拉尔格
维拉尔格（法語：Virargues，法語發音：[viʁaʁɡ]）是法国康塔尔省的一个市镇，属于圣弗卢尔区。

## 地理
维拉尔格（45°7'30"N, 2°54'37"E）面积11.03 平方千米，位于法国奥弗涅-罗讷-阿尔卑斯大区康塔爾省，该省份为法国中南部省份，位于法國中央高原中心，北起科雷兹省、上盧瓦爾省和多姆山省，西接洛特省和科雷兹省，南至阿韦龙省和洛特省，东临上盧瓦爾省和洛泽尔省。
与维拉尔格接壤的市镇（或旧市镇、城区）包括：拉沙佩勒达拉尼翁、米拉、塞勒、沙利纳尔格、沙瓦尼亚克。
维拉尔格的时区为UTC+01:00、UTC+02:00（夏令时）。

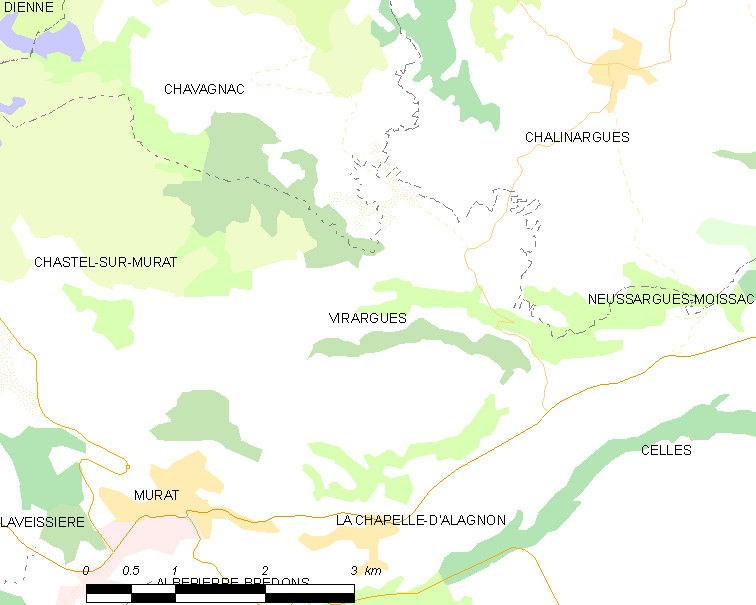
维拉尔格的OSM定位图

## 行政
维拉尔格的邮政编码为15300，INSEE市镇编码为15263。

## 政治
维拉尔格所属的省级选区为米拉县。

## 人口

1962-2008年间维拉尔格人口变化图示

维拉尔格于2022年1月1日时的人口数量为117人。